# Comuna de Siennica Różana
Siennica Różana (polaco: Gmina Siennica Różana) é uma gminy (comuna) na Polónia, na voivodia de Lublin e no condado de Krasnostawski. A sede do condado é a cidade de Siennica Różana.
De acordo com os censos de 2004, a comuna tem 4452 habitantes, com uma densidade 45,3 hab/km².

## Área
Estende-se por uma área de 98,37 km², incluindo:
- área agricola: 71%
- área florestal: 22%

## Demografia
Dados de 30 de Junho 2004:
|                      | Total   | Total | Mulheres | Mulheres | Homens  | Homens |
| -------------------- | ------- | ----- | -------- | -------- | ------- | ------ |
|                      | pessoas | %     | pessoas  | %        | pessoas | %      |
| População            | 4452    | 100   | 2306     | 51,8     | 2146    | 48,2   |
| Densidade (pop./km²) | 45,3    | 100   | 23,4     | 23,4     | 21,8    | 21,8   |

De acordo com dados de 2002, o rendimento médio per capita ascendia a 1656,08 zł.

## Subdivisões
- Baraki, Boruń, Kozieniec, Maciejów, Rudka, Siennica Królewska Duża, Siennica Królewska Mała, Siennica Różana, Stójło, Wierzchowiny, Wola Siennicka, Zagroda, Zwierzyniec, Żdżanne.

## Comunas vizinhas
- Chełm, Krasnystaw, Krasnystaw, Kraśniczyn, Leśniowice, Rejowiec